# Carex tricephala
Carex tricephala är en halvgräsart som beskrevs av Johann Otto Boeckeler. Carex tricephala ingår i släktet starrar, och familjen halvgräs. Inga underarter finns listade i Catalogue of Life.